# Isostola divisa
Isostola divisa là một loài bướm đêm thuộc phân họ Arctiinae, họ Erebidae.